# Someday (OneRepublic)
Someday è un singolo del gruppo musicale statunitense OneRepublic, pubblicato il 17 settembre 2021 come settimo estratto dal quinto album in studio Human.

## Video musicale
Il video, diretto da Miles Cable e Isaac Rentz, è stato reso disponibile il 27 agosto 2021 attraverso il canale YouTube del gruppo.

## Classifiche
| Classifica (2021-22) | Posizione massima |
| -------------------- | ----------------- |
| Croazia              | 48                |
| Islanda              | 34                |
| Svizzera             | 78                |